# هدی لامار
هدی لامار (زاده شده با نام هدویگ اوا ماریا کیسلر آلمانی: Hedwig Eva Maria Kiesler؛ ۹ نوامبر ۱۹۱۴ – ۱۹ ژانویه ۲۰۰۰) بازیگر و مخترع اتریشی-آمریکایی بود. بعد از دوره کوتاه بازیگری در آلمان که شامل بازی در فیلم خلسه (۱۹۳۳) که در برگیرنده صحنه بحث‌برانگیز عشقبازی بود، مخفیانه به پاریس نقل مکان کرد. در پاریس او با رئیس وقت شرکت مترو گلدوین مایر، لویی بی میر ملاقات نمود که به وی پیشنهاد قرارداد بازیگری فیلمی در هالیوود را ارائه نمود، جاییکه وی از دهه ۱۹۳۰ تا دهه ۱۹۵۰ تبدیل به ستاره سینما شد.
لامار در فیلم‌های بسیاری ایفای نقش کرد که شامل است بر الجزایر (۱۹۳۸)، این زن را به چنگ می‌آورم (۱۹۴۰)، رفیق ایکس (۱۹۴۰)، بیا با من زندگی کن (۱۹۴۱) و سامسون و دلیله (۱۹۴۹). کارگردان مکس راینهاردت او را زیباترین زن در کل اروپا خوانده بود جمله‌ای که به‌صورتی وسیع توسط بسیاری از تماشاگران و منتقدان او مورد تأیید قرار گرفت.
در آغاز جنگ جهانی دوم لامار با قصد کمک به متفقین جنگ جهانی دوم پارازیت رادیویی دول محور را مشکلی عمده به حساب آورد و به همراه تنظیم‌کننده موسیقی، جورج آنتهیل، روش مخابرات طیف گسترده و پرش فرکانسی را به عنوان فناوری برای غلبه بر این مشکل ابداع نمود. با این حال نیروی دریایی ایالات متحده تا دهه ۱۹۶۰ از این فناوری استفاده نکرد، اساس روش ابداعی وی امروزه در وای-فای، بلوتوث و سی دی ام ای بکار می‌رود.

## زندگی‌نامه
لامار در نهم نوامبر ۱۹۱۳ در وین زاده شده و پدرش بانکدار و مادرش پیانیست بود. لامار که نام تولد او «هدویگ اوا ماری کیسلر» است علاوه بر کار بازیگری در فیلم، به تکنولوژی هم علاقه داشت و با ابداعی در زمینه رمزگذاری به تحقق ساخت تلفن همراه کمک بسیار کرد. بازی لامار در فیلم خلسه محصول ۱۹۳۳ و نمای نزدیک وی در حالت ارگاسم و همچنین صحنه‌هایی که او از روبرو کاملاً برهنه نشان داده می‌شود برای جامعه سنتی آن زمان غیرمعمول بود و خشم کلیسا را برانگیخت.
از دو سالگی مورد توجه یک کارگردان تئاتر که با خانواده آنان دوستی داشت قرار گرفته بود. از ده سالگی به نواختن پیانو و رقص باله مشغول شد و در فیلم‌های آلمانی در کناره ستاره‌های بزرگ ایفای نقش می‌کرد.
اما خاطره انگیزترین حضور وی در سینما، ایفای نقش دلیله در فیلم حماسی سامسون و دلیله اثر کارگردان سیسیل بی. دمیل بود که او توانست با ایفای نقش یک زن بسیار زیبا، فریبنده و اغواگر که قهرمان شکست ناپذیر فیلم را به تباهی می‌کشاند هنر خود در عرصه بازیگری را به منصه ظهور گذارد.
وی در هالیوود به شهرت رسید و ۶ بار ازدواج کرد اما کارنامه سینمایی هدی لامار نبود که او را به یک قهرمان جنگی تبدیل کرد.
نام تولداش هدویگ اوا ماریا کیسلر بود و در خانواده‌ای یهودی زاده شد. شوهر اول لامار رئیس یک شرکت سازنده جنگ‌افزار بود که چون از درخشش همسرش به عنوان بازیگر خشنود نبود، او را مجبور می‌کرد از همکارانش که بعضی از آن‌ها نازی بودند، پذیرایی کند.
لامار اول به پاریس و سپس به لندن گریخت و در آنجا با لوئیس بی. مایر، مدیر شرکت مترو گلدوین مایر (ام‌جی‌ام) ملاقات کرد.
هدی لامار لقب «زیباترین زن جهان» را گرفت و در بیش از ۳۰ فیلم نقش‌آفرینی کرد.
اما آنچه باعث شد او در این فهرست قرار بگیرد، فعالیت جنبی او به عنوان مخترع بود.
لامار یک سیستم راهنما برای اژدرهای نیروهای متفقین طراحی کرد که از طریق تغییر فرکانس آن‌ها مانع از ردیابی‌شان توسط دشمن می‌شد.
البته ارتش آمریکا این اختراع لامار به ثبت هم رسید را چندان جدی نگرفت اما ردپای اختراعات پیشروی او در فناوری بلوتوث و وای‌فای امروزی به چشم می‌خورد.

## اختراع

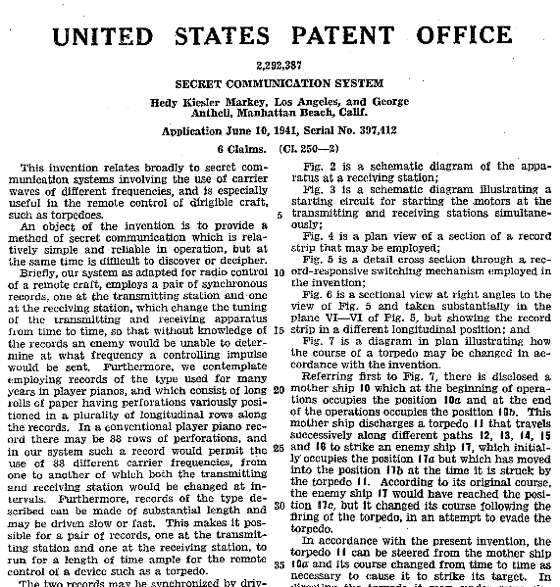
نسخه‌ای از مدرک ثبت اختراع هدی لامار

با وجود شهرت هدی لامار در دنیای سینما، او در دنیای کامپیوتر به خاطر اختراعش که پایه مخابرات طیف گسترده شد شهرت دارد. این تکنیک پایه فناوری‌های مدرن مانند بلوتوث و شبکه بی‌سیم است.
گرچه لامار هیچ گونه آموزش رسمی نداشت و آموزشش عمدتاً به صورت خودآموز بود، او در اوقات فراغت خود روی سرگرمی‌ها و اختراعات مختلف کار می‌کرد، که شامل یک چراغ راهنمایی پیشرفته و قرصی بود که در آب برای تولید نوشیدنی گازدار به کار می‌رفت؛ که البته مورد دوم ناموفق بود؛ لامار خودش می‌گفت که این نوشیدنی مزه آلکا-سلتسر می‌دهد.
در طول جنگ جهانی دوم، لامار متوجه شد که اژدرهایی که به صورت رادیویی کنترل می‌شوند و در جنگ‌های دریایی مهم هستند، می‌توانند به راحتی دچار خطا شوند و در نتیجه این نوع اژدر در مسیر درست حرکت نکند.

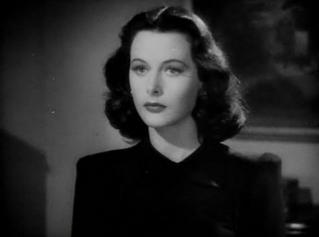
هدی لامار در فیلم بیا با من زندگی کن، ۱۹۴۱

با توجه به دانش او در مورد اژدرها که از شوهر اولش آموخته بود، او به فکر ایجاد یک سیگنال فرکانس که ردیابی یا گرفتار نمی‌شود افتاد. او با دوستش جورج آنتیل که آهنگساز و نوازنده پیانو بود تماس گرفت تا به او برای ساخت دستگاهی برای انجام این کار کمک کند و او با هماهنگ سازی یک مکانیسم پیانو کوچک با سیگنال‌های رادیویی موفق به انجام اینکار شد. آنان پیش‌نویسی از طرح‌های خود تهیه کردند که بعداً آن را به عنوان اختراع ثبت کردند.
اختراع آنان در ۱۱ اوت ۱۹۴۲ ثبت شد؛ که البته نامی که در این سند استفاده شد، نام او پس از ازدواج بود که به صورت هدی کیسلر مارکی (به انگلیسی: Hedy Kiesler Markey) نوشته شده است. این اختراع از نظر فناوری پیاده‌سازی پیچیده بود، علاوه بر آن ارتش آمریکا علاقه‌ای به استفاده از تجهیزات اینچنینی در خارج از مراکز نظامی‌اش نداشت.